# St. Franziskus (Urexweiler)

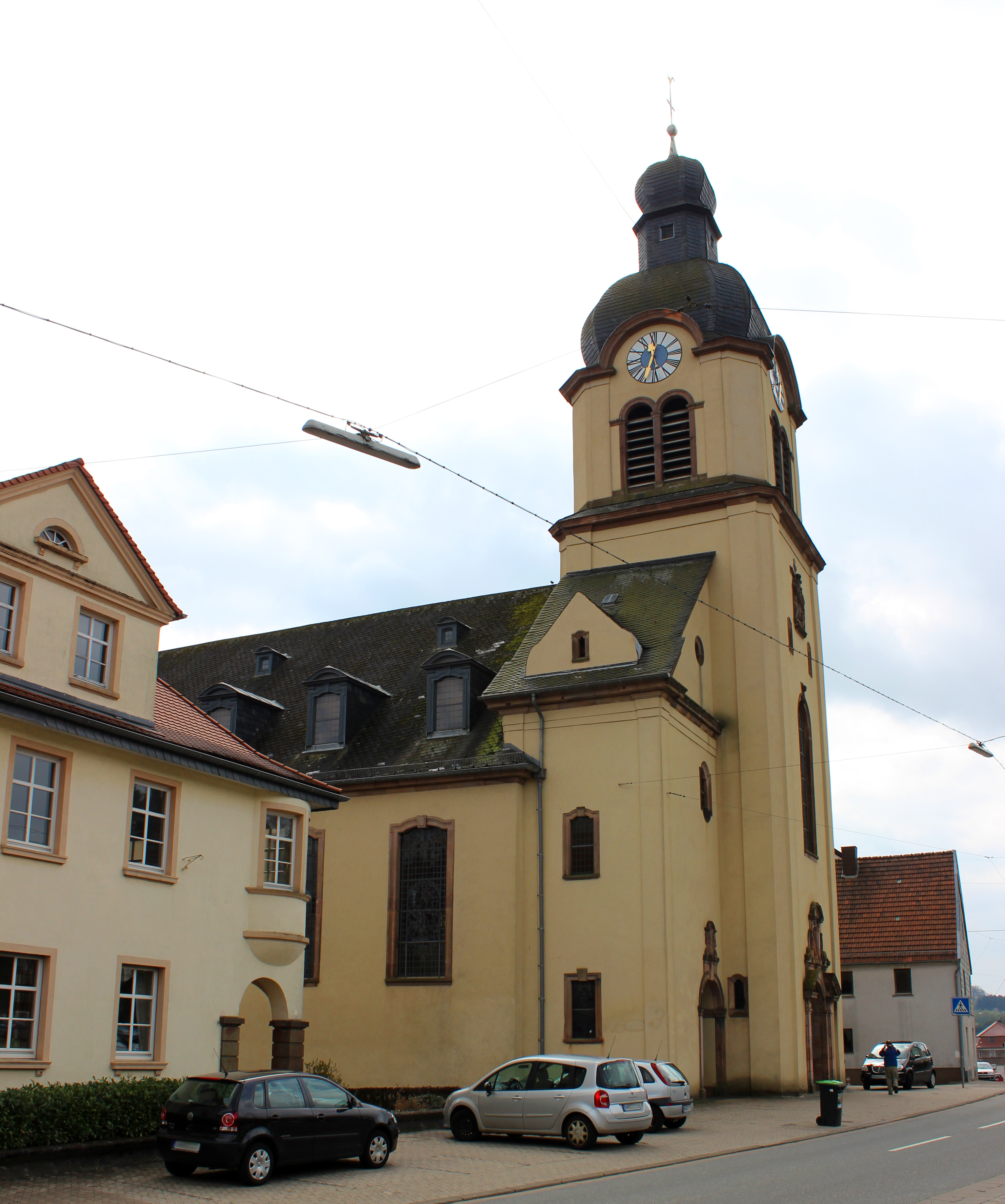
Die katholische Pfarrkirche St. Franziskus in Urexweiler

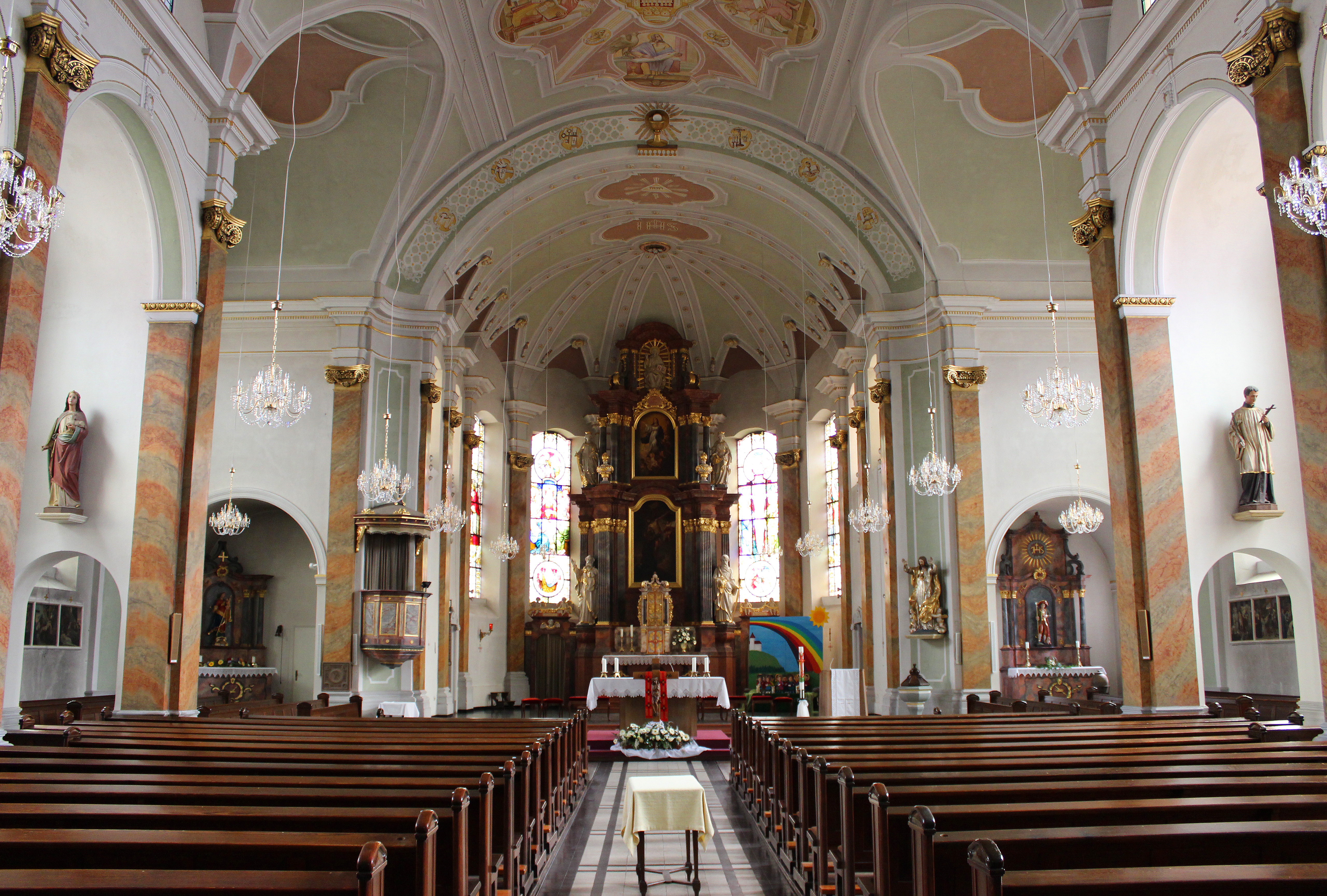
Blick ins Innere der Kirche

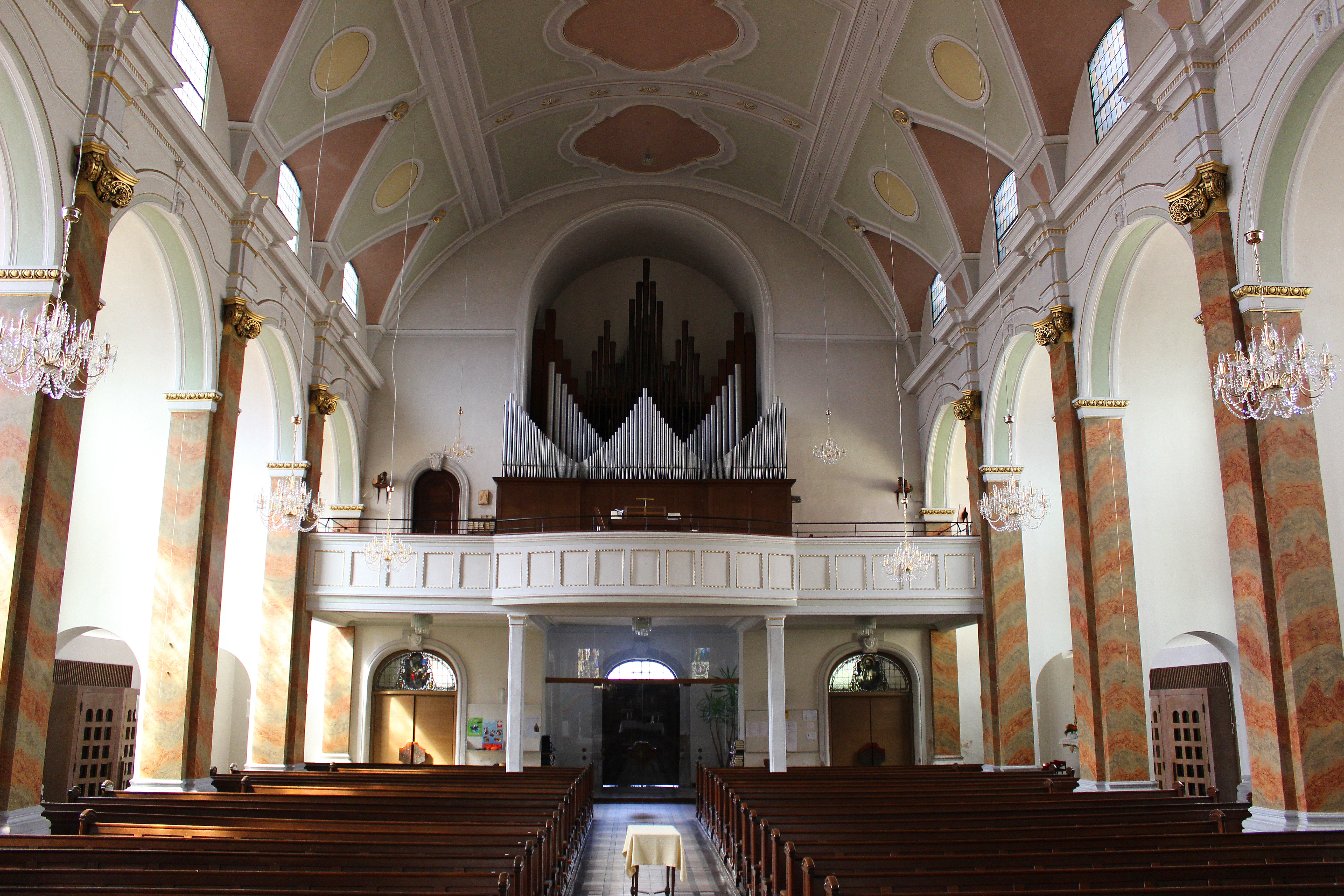
Blick vom Altarraum zur Orgelempore

Die Kirche St. Franziskus ist eine katholische Pfarrkirche in Urexweiler, einem Ortsteil der Gemeinde Marpingen im Südwesten des Landkreises St. Wendel, Saarland. Sie trägt das Patrozinium des heiligen Franz von Assisi. In der Denkmalliste des Saarlandes ist die Kirche als Einzeldenkmal aufgeführt.

## Geschichte
Die Kirche wurde 1913/1914 nach Plänen des Architekten Peter Marx (Trier) erbaut und ersetzte einen zu klein gewordenen Kirchenbau aus barocker Zeit.

## Architektur und Ausstattung
Das Kirchengebäude wurde im Stil des Neobarock erbaut und hat (Außenmaße) eine Länge von 45 Metern, eine Breite von 23 Metern im Querschiff und 18 Metern im Hauptschiff, sowie eine Höhe von 18 Metern.
Bemerkenswert im Inneren der Kirche ist der von den Gebrüdern Port (Münstermaifeld) in den Jahren 1914/1915 erbaute Hochaltar, der Teile aus dem Vorgängerbau beinhaltet. Die Kanzel sowie die Seitenaltäre stammen noch komplett aus dem Vorgängerbau.
Zum 100. Kirchengeburtstag erschien ein Kirchenführer mit ausführlicher Beschreibung der Kunstwerke der Kirche.

## Orgel
Die Orgel der Kirche wurde 1939 von der Orgelbaufirma Johannes Klais Orgelbau (Bonn) als Opus 935 errichtet und am 9. Juli 1939 geweiht. Den Zweiten Weltkrieg überstand das Instrument ohne größere Schäden und ist somit weitgehend ursprünglich erhalten. Ende der 1990er Jahre wurde die Orgel einer Grundreinigung und Reparaturen unterzogen, wobei die Elektrik nicht erneuert wurde. 2012 erfolgte eine Erweiterung durch den Orgelbauer Thomas Gaida (Wemmetsweiler).
Das Instrument ist vom Klang und der Disposition her dem klassischen Orgelbau verpflichtet, wie er in der Orgelbewegung zum Ausdruck kam. Deshalb ist die polyphone Musik des Barock gut darstellbar.
Das Kegelladen-Instrument ist auf einer Empore aufgestellt und verfügt über 29 (40) Register, verteilt auf 3 Manuale und Pedal. Die Spiel- und Registertraktur ist elektrisch. Die Disposition lautet wie folgt:
| I Hauptwerk C–g3 |               |       |
| 1.               | Gedacktpommer | 16′   |
| 2.               | Principal     | 8′    |
| 3.               | Gemshorn      | 8′    |
| 4.               | Octave        | 4′    |
| 5.               | Hohlflöte     | 4′    |
| 6.               | Quinte        | 2 ⁄3′ |
| 7.               | Flachflöte    | 2′    |
| 8.               | Mixtur IV     |       |
| 9.               | Trompete      | 16′   |
| 10.              | Trompete      | 8′    |
| 11.              | Trompete      | 4′    |

| II Schwellwerk C–g3 |                    |     |
| 12.                 | Bordunalflöte 8′   |     |
| 13.                 | Salicional 8′      |     |
| 14.                 | Principal 4′       |     |
| 15.                 | Waldflöte 2′       |     |
| 16.                 | Nasard 1 ⁄3′       |     |
| 17.                 | Terzcymbel III–IV  |     |
| 18.                 | Oboe               | 8′  |
|                     | Trompete (aus 9.)  | 16′ |
|                     | Trompete (aus 10.) | 8′  |
|                     | Trompete (aus 11.) | 4′  |

| III Manual C–g3 |                    |     |
| 19.             | Rohrflöte          | 8′  |
| 20.             | Blockflöte         | 4′  |
| 21.             | Principal          | 2′  |
| 22.             | Sesquialter II     |     |
| 23.             | Scharff III–IV     |     |
| 24.             | Krummhorn          | 8′  |
|                 | Trompete (aus 9.)  | 16′ |
|                 | Trompete (aus 10.) | 8′  |
|                 | Trompete (aus 11.) | 4′  |

| Pedal C–f1 |                                  |     |
| 25.        | Principalbass                    | 16′ |
| 26.        | Subbass                          | 16′ |
| 27.        | Octavbass                        | 8′  |
|            | Gemshorn (aus 3.)                | 8′  |
| 28.        | Choralbass 4′                    |     |
| 29.        | Nachthorn 2′                     |     |
|            | Posaune (aus 9.)                 | 16′ |
|            | Trompete (aus 10.)               | 8′  |
|            | Klarine (aus 11.)                | 4′  |
|            | Singend Cornett (aus Klarine 4′) | 2′  |

- Koppeln:
  - Normalkoppeln: II/I, III/I, III/II, I/P, II/P, III/P
  - Suboktavkoppeln: I/I, II/I, III/I, II/II, III/II, III/III
  - Superoktavkoppeln: I/I, II/I, III/I, II/II, III/II, III/III, I/P, II/P, III/P
- Spielhilfen: Setzer, Crescendowalze, Transposer ±12 HT, Sostenuto, Tacet